# اچ‌ام‌اس تمپست (ان۸۶)
اچ‌ام‌اس تمپست (ان۸۶) (به انگلیسی: HMS Tempest (N86)) یک زیردریایی بود که طول آن ۲۷۵ فوت (۸۴ متر) بود. این زیردریایی در سال ۱۹۴۱ ساخته شد.